# Mieszko Bolesławowic
Pour les articles homonymes, voir Mieszko.
Mieszko Bolesławowic (v.1069 - 1089), fils de Boleslas II de Pologne et de Wyszesława de Kiev, fut prince de Cracovie de 1086 jusqu'à sa mort.

## Biographie
Selon le chroniqueur Gallus Anonymus, Mieszko est dès son plus jeune âge élevé pour succéder à son père, mais il n'a que dix ans lorsque ce dernier est renversé par une rébellion dirigée par son frère, Ladislas Ier Herman. Mieszko est contraint de quitter son pays et de chercher refuge à la cour de Ladislas Ier de Hongrie qui le traite comme un fils.
Après la mort de son père en 1081, Mieszko demeure en Hongrie jusqu'en 1086. Il existe deux versions contradictoires expliquant les circonstances de ce retour. Le chroniqueur Gallus Anonymus indique qu'il est simplement invité par son oncle Ladislas Ier Herman à rentrer en Pologne, ce qui aurait pu être facilité par un accord négocié entre le duc de Pologne et le roi de Hongrie. Une autre version, popularisée par un chroniqueur hongrois affirme qu'en 1086 Ladislas Ier de Hongrie envahit la Pologne, s'empare de Cracovie et y installe Mieszko.
Bien qu'il n'y ait aucune preuve formelle de cela, des notes provenant des archives Cracovie suggèrent que durant les années 1086-1089 Mieszko Bolesławowic était alors prince de Cracovie. Il est donc probable qu'il ait reconnu la souveraineté de son oncle et ait renoncé à revendiquer la couronne de Pologne tant que celui-ci serait vivant.
Vers 1088 Mieszko épouse Euphraxia, princesse Turov (Rus' de Kiev), fille de Iziaslav Ier et de Gertrude de Pologne.
Selon Gallus Anonymus, Mieszko est empoisonné au cours d'une fête, à Cracovie en 1089, sur les ordres du comte palatin Sieciech (en) (qui, comme a écrit Gallus Anonymus, voulait « tuer toute la dynastie des Piast »). La mort du jeune prince, prétendant légitime au trône, permet à Ladislas Herman de renforcer sa souveraineté. Après quelques tentatives infructueuses pour tuer des fils de Ladislas, Sieciech aurait fini par s'exiler.

## Sources
- (en) Cet article est partiellement ou en totalité issu de l’article de Wikipédia en anglais intitulé « Mieszko Bolesławowic » (voir la liste des auteurs).